# أبعاد (أغنية)
أبعاد أو ليلة ليلة هي أغنية للمطرب السعودي الملقب بفنان العرب محمد عبده من كلمات فائق عبد الجليل وألحان يوسف المهنا وأصدرت الأغنية سنة 1976

## الأغنية
إبعاد كنتم وإلا قريبين
المراد إنكم دايم سالمين
ماأقول غير الله ..
الله يكون بعون كل العاشقين
أشتاق .. واسأل عنكم الأشواق
الفراق ماغيَّر علي الفراق
عساكم مانسيتوني عساكم
وعسى مامر هوى بعدي وخذاكم
ناطر هواكم ناطر .. قادر ولاني قادر
وماقول غير الله ..
الله يكون بعون كل العاشقين
ليله.. ليله .. ليله .. ياليله
مُنيتي أسهر معاكم ليله
وأشتري بعمري رِضاكم ليله
يراودني أمل في ليله القاكم
وأطرِّز بالفرح أحزان فرقاكم
عساكم مانسيتوني عساكم
وعسى مامر هوى بعدي وخذاكم
ناطر هواكم ناطر .. قادر ولاني قادر
و ماقول غير الله ..
الله يكون بعون كل العاشقين